# Waterford (Michigan)
Waterford ist ein Charter Township im Oakland County im US-Bundesstaat Michigan. Das U.S. Census Bureau hat bei der Volkszählung 2020 eine Einwohnerzahl von 70.565 ermittelt.
Der Ort liegt etwa 15 Kilometer nordwestlich von Pontiac und fünf Kilometer südlich von Clarkston zwischen dem Lake Angelus im Osten und der Quelle des Huron River im Westen.

## Persönlichkeiten
- Mary Barra (* 1961), Managerin
- Billie S. Farnum (1916–1979), Politiker
- Dylan Larkin (* 1996), Eishockeyspieler bei den Detroit Red Wings in der NHL
- Jean Prahm (* 1978), Bobfahrerin
- Samuel William Smith (1852–1931), Politiker
- Mike York (* 1978), Eishockeyspieler bei den Iserlohn Roosters in der DEL
- Trevor Strnad (1981–2022), Metal-Sänger